# 아베 아키에
아베 아키에(일본어: 安倍 昭恵, 1962년 6월 10일 ~ )는 일본의 제90·96·97·98대 총리인 아베 신조의 배우자였다. 결혼 전 성씨는 마쓰자키(松崎)이다.

## 생애
마쓰자키 아키 여사는 사교계 명사로 알려져있다. 아버지는 모리나가 제과의 임원 마쓰자키 아키오(松崎昭雄), 어머니는 마쓰자키 에미코(松崎恵美子, 모리나가 다헤이(森永太平)의 딸)이다. 가톨릭 계열 학교에서 교육을 받았으며, 세이신 여자전문학교(聖心女子専門学校)를 졸업했다. 2011년 3월에 릿쿄 대학 대학원에서 사회디자인 박사학위를 받았다.